# Wilfred Teixeira
Wilfred Teixeira (Paramaribo, 19 oktober 1920 – aldaar, 10 december 2014) was een Surinaams schrijver van hoorspelen en toneelstukken.

## Loopbaan
Hij genoot een grote populariteit in het culturele leven van Suriname. Verder werkte hij als ambtenaar, officier bij de Surinaams Krijgsmacht, griffier en departementsdirecteur. Tevens was hij directeur van de schouwburg Thalia. Teixeira is de schrijver van vele toneelstukken en duizenden hoorspelen, vaak afwisselend in Sranan en Nederlands. Van Famiri Misma [De familie Mijnmensen] die handelt over generatieconflicten binnen een gezin, werden van 1959 tot 1982 1117 delen uitgezonden op Radio Apintie. De serie Van halte tot halte met lijn E (circa 500 afleveringen) ging in op de maatschappelijke en politieke actualiteit. Abonuman e waka nanga baka ('De medicijnman loopt achterwaarts', beslaat circa 400 delen) op zaken als bijgeloof en kwakzalverij.
Wilfred Teixeira overleed in 2014 op 94-jarige leeftijd.

## Toneelstukken
- Famiri Mi Sma
- Nene Bekka
- A no bon priti un